# 高宮敬二
高宮 敬二（たかみや けいじ、1933年〈昭和8年〉1月15日 - ）は、日本の俳優、歌手。180cmを超える長身とハンサムな容姿で人気があった。

## 来歴・人物
1959年（昭和34年）、新東宝に入社。吉田輝雄・菅原文太・寺島達夫ら長身の若手美男男優と共にハンサムタワーズとして売り出された。1960年（昭和35年）、「拳銃と驀走」に主演。1961年（昭和36年）、新東宝倒産に伴いハンサムタワーズのメンバーと共に松竹に入社。1962年（昭和37年）には『太陽先生青春記』、1965年（昭和40年）には『やさぐれの掟』、『顔を貸せ』、1966年（昭和41年）には『東京無宿』にそれぞれ主演した。
松竹在籍時に共演した俳優の安藤昇の勧めで、ハンサムタワーズのメンバーと共に1967年（昭和42年）、東映に移籍。『組織暴力』や『現代やくざ 与太者仁義』などのヤクザ映画や『キイハンター』、『プレイガール』等のテレビドラマに出演した。東映移籍後は敵役が多くなったが、1973年（昭和48年）公開の『仁義なき戦い』では菅原文太扮する主人公・広能昌三の友人で温厚な組幹部・山方新一役を演じた。
2002年（平成14年）には、吉田輝雄と共に「ハンサムタワーズ」として復活歌手デビュー。
2007年（平成19年）よりkansai-onsen promotionのチーフディレクターとなり活動。企画で「メジャーデビューを高宮敬二が全面プロデュース！」と題して自ら音楽のプロデュースも行っている。

## 主な出演作品

### 映画
- 海豹の王（1959年、新東宝） - 浜太郎
- 静かなり暁の戦場（1959年、新東宝） - 藤田上等兵
- 大学の御令嬢（1959年、新東宝） - 山本信二
- 花嫁吸血魔（1960年、新東宝） - 大田基保
- 拳銃と驀走（1960年、新東宝） - 森山
- 皇室と戦争とわが民族（1960年、新東宝） - 塚本副官
- 黒い乳房（1960年、新東宝） - 塚本
- 女巌窟王（1960年、新東宝） - 武志
- 男が血を見た時（1960年、新東宝） - ハリケーン
- 男の世界だ（1960年、新東宝） - 高宮剣次
- 地下帝国の死刑室（1960年、新東宝） - 山ノ井進
- 東海道非常警戒（1960年、新東宝） - 村井正義
- 地平線がぎらぎらっ（1961年、新東宝） - 新興やくざ
- 東京湾の突風野郎（1961年、新東宝） - 東京ジョー
- 湯の町姉妹（1961年、新東宝） - 町田
- 太陽先生青春記（1962年、松竹）
- 風の視線（1963年、松竹） - 新聞記者山口
- やさぐれの掟（1965年、松竹）
- 顔を貸せ（1965年、松竹）
- 燃えよ剣（1966年、松竹） - 新見錦
- 東京無宿（1966年、松竹）
- 組織暴力（1967年、東映）
- 無頼 人斬り五郎（1968年、日活） -大羽
- 緋牡丹博徒 二代目襲名（1969年、東映）
- 懲役三兄弟（1969年、東映） - 矢島
- やくざ番外地（1969年、日活） - 三郎
- 現代やくざシリーズ（東映）
  - 現代やくざ 与太者仁義（1969年）
  - 現代やくざ 血桜三兄弟（1971年）
- やくざ刑事（1970年、東映） - 高石達也
- 日本暴力団 組長くずれ（1970年、東映） - クラブ経営者
- 関東テキヤ一家 喧嘩火祭り（1971年、東映） - 山崎卓治
- 日本やくざ伝 総長への道（1971年、東映） - 福田勇（南善一家仔分）
- まむしの兄弟 懲役十三回（1972年、東映） - 加賀万蔵
- 夜の女狩り（1972年、東映） - 望月
- まむしの兄弟 傷害恐喝十八犯（1972年、東映） - 白坂
- 仁義なき戦い（1973年、東映） - 山方新一
- まむしの兄弟 刑務所暮し四年半（1973年、東映） - 富田
- 大脱獄（1975年、東映）

### テレビドラマ
- 若い街角（1961年、NTV / 松竹テレビ室）
- 警察物語 第5話「絹のマフラー」（1963年、NET）
- 0のアングル 第7話「身近かな犯罪者」（1963年、CX）
- 〆めて七貫（1964年、CX / 松竹テレビ室）
- おれは大物（1964年 - 1965年、ABC / 松竹テレビ室）
- 太閤記（1965年、NHK）- 神戸信孝
- 鉄道公安36号（NET / 東映）
  - 第104話「怒りと悲しみと」（1965年）
  - 第126話「消えた乗客」（1965年）
  - 第137話「わが心に呼ぶ声」（1966年）
  - 第151話「入学式へ驀進せよ」（1966年）
- 東京警備指令 ザ・ガードマン（TBS / 大映テレビ室）
  - 第17話「ある夜突然に」（1965年）
  - 第70話「大空の死闘」（1966年）
- 大岡政談 池田大助捕物帳 第19話「お通の恋人」（1966年、NHK）
- あゝ同期の桜 第17話「南十字星の下に」（1967年、NET / 東映テレビプロ）
- 刑事さん 第2シリーズ 第3話「歪んだ顔」（1968年、NET / 東映）
- 日本剣客伝 第4話「塚原卜伝」（1968年、NET / 東映）
- キイハンター（TBS / 東映）
  - 第10話「雲の上の死刑台」（1968年）
  - 第33話「殺人行進曲」（1968年）
  - 第51話「顔のない誘拐部隊」(1969年)
  - 第66話「本日開店怪盗ルパン」（1969年）
  - 第73話「殺人金庫ただ今、発売！」（1969年）
  - 第109話「俺は西部の殺し屋キッド」（1970年）
  - 第127話「殺し屋どもの死亡広告クラブ」（1970年）
  - 第135話「吸血昆虫島上陸異状あり」（1970年）
- 特別機動捜査隊（NET / 東映）
  - 第384話「転落のメロディ」（1969年） - 桑原
  - 第558話「野獣の棲む街」（1972年） - 坂本
- プレイガール（12ch / 東映）
  - 第6話「女は裸で勝負する」（1969年）
  - 第84話「新幹線殺人事件」（1970年）- 杉原
  - 第157話「迫力世界一の女」（1972年） - 石谷
- フラワーアクション009ノ1 第9話「縁結びトランプ仁義」（1969年、CX / 東映） - 小牧組組員・政
- ゴールドアイ 第5話「恐怖の遊戯」（1970年、NTV / 東映） - キーマン
- 江戸川乱歩シリーズ 明智小五郎 第19話「呪いの黄金仮面」（1970年、12ch / 東映） - 修道院院長
- 太陽にほえろ! 第10話「ハマッ子刑事の心意気」（1972年、NTV / 東宝） - 三浦昭二
- 新選組 第2話「池田屋にきらめく白刃」（1973年、CX / 東映）